# Clepsis mehli
Clepsis mehli is een vlinder uit de familie bladrollers (Tortricidae). De wetenschappelijke naam is voor het eerst geldig gepubliceerd in 1964 door Opheim.
De soort komt voor in Europa.